# Nemzeti Bajnokság II 1943–1944
Nemzeti Bajnokság II 1943–1944 sau liga a doua maghiară sezonul 1943–1944, a fost al 39-lea sezon desfășurat în această competiție.

## Istoric și format
Liga a doua a fost formată din 4 serii: Est, Nord, Sud și Vest. Doar în seria Est au evoluat echipe românești.

## Seria Matia
Seria s-a numit Matia de la regele Matia, cunoscut în istoriografia românească ca regele Matei Corvin.
Echipele participante au fost din 8 orașe: 
- Baia Mare: AS,
- Budapesta: CA Sfântul Laurențiu, Năzuința, AS Bethlen Gábor, FC, CS Feroviar, CS Ungaria
- Cluj: CFM Cluj, Bastionul
- Debrețin: CS Feroviar,
- Oradea: RGM Stăruința
- Târgu Mureș: AS, AS CFS, Attila

Târgu Mureș, Cluj și Budapesta au avut mai mult de o echipă.
Spielman și Bodola de la CA Oradea au făcut parte din echipa sezonului ligii a doua.
| Poz | Echipă                            | Pld | W  | D | L  | GF | GA | GD  | Pct |
| --- | --------------------------------- | --- | -- | - | -- | -- | -- | --- | --- |
| 1   | CA Sfântul Laurențiu Budapesta(C) | 26  | 17 | 4 | 5  | 66 | 36 | +30 | 38  |
| 2   | AS Baia Mare                      | 26  | 13 | 7 | 6  | 61 | 28 | +33 | 33  |
| 3   | Năzuința Budapesta                | 26  | 14 | 5 | 7  | 71 | 36 | +35 | 33  |
| 4   | FC Budapesta                      | 26  | 14 | 4 | 8  | 43 | 34 | +9  | 32  |
| 5   | AS CFS Târgu Mureș                | 26  | 13 | 6 | 7  | 39 | 33 | +6  | 32  |
| 6   | CS CNOFM Târgu Mureș              | 26  | 14 | 4 | 8  | 54 | 47 | +7  | 32  |
| 7   | CS Feroviar Budapesta             | 26  | 14 | 3 | 9  | 65 | 48 | +17 | 31  |
| 8   | AS Târgu Mureș                    | 26  | 10 | 9 | 7  | 51 | 32 | +19 | 29  |
| 9   | AS Bethlen Gábor Budapesta        | 26  | 13 | 1 | 12 | 39 | 43 | -4  | 27  |
| 10  | CS Ungaria Budapesta              | 26  | 9  | 3 | 14 | 46 | 54 | -8  | 21  |
| 11  | CFM Cluj                          | 26  | 7  | 7 | 12 | 39 | 49 | -10 | 21  |
| 12  | Bastionul Cluj                    | 26  | 9  | 3 | 14 | 49 | 68 | -19 | 21  |
| 13  | CA Universitar Cluj               | 26  | 5  | 4 | 17 | 45 | 80 | -35 | 14  |
| 14  | Attila Târgu Mureș                | 26  | 0  | 0 | 26 | 6  | 81 | -75 | 0   |

(C) Campioana CA Sfântul Laurențiu Budapesta a promovat în NB I(prima ligă maghiară).

Surse:
"Sport national"/"Nemzeti Sport" din 07.09.1944

## Calificări pentru promovarea în prima ligă maghiară
| Poz | Echipă                             | Pld | W | D | L | GF | GA | GD  | Pct |
| --- | ---------------------------------- | --- | - | - | - | -- | -- | --- | --- |
| 1   | CA Sfântul Laurențiu Budapesta (P) | 8   | 5 | 1 | 2 | 20 | 13 | +7  | 11  |
| 2   | AS Feroviar Seghedin(P)            | 8   | 4 | 2 | 2 | 16 | 12 | +4  | 10  |
| 3   | CS Feroviar Debrețin(P)            | 8   | 5 | 0 | 3 | 22 | 22 | 0   | 10  |
| 4   | ETO Gyor                           | 8   | 4 | 0 | 4 | 18 | 13 | +5  | 8   |
| 5   | CS Feroviar Budapesta              | 8   | 0 | 1 | 7 | 9  | 25 | -16 | 1   |

(P) Au promovat.

## Vezi și
- Prima ligă maghiară 1943–1944
- Liga a 3-a Maghiară 1943–1944
- Liga a 4-a maghiară 1943–1944
- Prima ligă maghiară
- Liga a 2-a maghiară